# Ufficio centrale per il referendum
L'Ufficio centrale per il Referendum è costituito presso la Corte Suprema di Cassazione italiana. Esso è composto dai tre Presidente di sezione della Corte di Cassazione più anziani, nonché dai tre consiglieri più anziani di ciascuna sezione. Il più anziano dei tre presidenti presiede l'Ufficio e gli altri due esercitano le funzioni di vice presidente. L'Ufficio verifica che le richieste di referendum siano conformi alle norme dell'articolo 138 della Costituzione italiana e alla legge in caso di referendum costituzionale, verifica la conformità alla legge in caso di referendum abrogativo.
Le richieste di referendum previsto dall'articolo 75 della Costituzione italiana devono essere presentate a partire dal 1º gennaio ed entro il 30 settembre di ogni anno all'Ufficio centrale per il referendum (di seguito UCR). A partire dal 1º ottobre l'UCR esamina tutte le richieste depositate, allo scopo di accertare che esse siano conformi alle norme di legge, esclusa la cognizione dell'ammissibilità che spetta alla Corte costituzionale.
Entro il 31 ottobre l'UCR con ordinanza rileva le eventuali irregolarità delle singole richieste, assegnando ai delegati o ai presentatori un termine, la cui scadenza non può essere successiva al 20 novembre, per la sanatoria, se consentita. Con la stessa ordinanza l'UCR propone la concentrazione di quelle richieste che presentano omogeneità di materia.
L'ordinanza deve essere notificata ai presentatori o delegati. Entro il termine previsto nell'ordinanza i rappresentanti dei partiti politici e dei promotori del referendum hanno facoltà di presentare per iscritto le loro deduzioni.
Dopo la scadenza del termina fissato nell'ordinanza, entro il 15 dicembre, l'UCR decide con ordinanza definitiva sulla legittimità di tutte le richieste depositate.
L'UCR si occupa anche di dare un nome alla richiesta referendaria da riprodurre nelle schede di votazione, per renderne immediatamente la comprensione dell'oggetto.
La Corte costituzionale non può esaminare il procedimento che si è svolto dinanzi all'UCR, ma deve solo prendere atto della giuridica esistenza del provvedimento positivo.
L'ufficio deve decidere con un'ordinanza sulla legittimità della richiesta di referendum previsto dall'articolo 138 della Costituzione italiana entro 30 giorni dalla sua presentazione. Esso contesta, entro lo stesso termine, ai presentatori eventuali irregolarità. I presentatori possono depositare deduzioni entro cinque giorni. Sulla base delle deduzioni decide l'Ufficio se ammettere la richiesta di referendum. Sempre entro cinque giorni i presentatori possono dichiarare all'Ufficio di voler sanare le irregolarità, ma vi devono provvedere entro il termine massimo di venti giorni dalla data dell'ordinanza. Entro le successive 48 ore l'Ufficio centrale si pronuncia definitivamente sulla legittimità della richiesta. Per la validità dell'operazione dell'Ufficio Centrale per il Referendum è sufficiente la presenza del presidente o di un vice presidente e di sedici consiglieri.
L'ordinanza definitiva dell'UCR deve essere comunicata immediatamente al Presidente della Repubblica, ai presidenti di Camera e Senato, al Presidente del Consiglio dei ministri e al presidente della  Corte costituzionale (art. 13 legge 352/70). Va notificata a mezzo di ufficiale giudiziario entro 5 giorni rispettivamente ai delegati dei parlamentari richiedenti, oppure ai presentatori della richiesta, o ai delegati dei consigli regionali proponenti.